# Kościół św. Augustyna w Lipinach
Kościół pw. św. Augustyna w Lipinach – kościół parafialny z lat 1871–1872 w Świętochłowicach-Lipinach, wpisany do rejestru zabytków nieruchomych województwa śląskiego. Jest to najstarszy kościół w mieście.

## Historia
Osada Lipiny, należąca do gminy dworskiej Chropaczów, powstała wraz z rozwojem na jej terenach hutnictwa cynkowego i górnictwa węglowego. Od chwili założenia osady mieszkańcy wyznania katolickiego należeli do parafii Wniebowzięcia Najświętszej Marii Panny w Bytomiu, a po utworzeniu w 1852 
parafii św. Barbary w Królewskiej Hucie (dzisiejszy Chorzów), Lipiny przyłączono do tejże wspólnoty kościelnej. Znaczna odległość, fatalny stan dróg oraz warunki pracy, które uniemożliwiały mieszkańcom Lipin regularne uczestnictwo we mszach świętych i nabożeństwach spowodowały, że parafianie z Lipin i pobliskiego Chropaczowa zwrócili się z prośbą do księdza proboszcza Edwarda Delocha o wybudowanie w Lipinach kościoła.
Ks. Edward Deloch wykorzystując dogodny moment przy okazji budowy w Lipinach pierwszej 7-klasowej szkoły elementarnej dla dzieci robotników hut cynku, wystąpił do dyrektora generalnego Śląskiej Spółki Akcyjnej dla Górnictwa Hut Cynku - Augusta Schmiedera o urządzenie w budynku szkolnym kaplicy do nabożeństw. Wniosek został rozpatrzony pomyślnie i z wydzielonej specjalnie sali zostało utworzone oratorium - kaplica, w której we wszystkie niedziele miały być odprawiane msze święte. 2 lutego 1862 roku oratorium zostało poświęcone i oddane do użytku.
Wielkie zasługi dla parafii oddały także sprowadzone z Trzebnicy w 1862 roku siostry boromeuszki, które zajmowały się pielęgnowaniem chorych robotników, szczególnie w okresie epidemii cholery w 1874 roku, a w latach następnych epidemii ospy i duru brzusznego. 19 czerwca 1866 roku siostry wraz z proboszczem księdzem Józef Michalskim powołały do życia Stowarzyszenia Miłosierdzia Wincentego Paulo pw. św. Elżbiety, które przez cały okres swojego istnienia niosło pomoc potrzebującym parafianom z Lipin i okolic.

W 1869 roku powstał projekt odłączenia Lipin i Chropaczowa od parafii św. Barbary. Tłumaczono to zwiększającą się liczbą ludności, której oratorium nie mogło już pomieścić. Ks. proboszcz Edward Deloch wystąpił więc 16 stycznia 1869 roku z wnioskiem do Augusta Schmiedera i pełnomocników Hutniczej Spółki Brackiej o wybudowanie w Lipinach kościoła i budynku przeznaczonego na probostwo. Wspólnie ustalono, że najpierw zostaną zakupione cztery parcele, położone obok siebie, które należały do mieszkańców Chropaczowa. August Schmieder nabył trzy parcele, ks. Deloch natomiast z własnych funduszy zakupił jedną, którą ofiarował kościołowi.

### Budowa kościoła

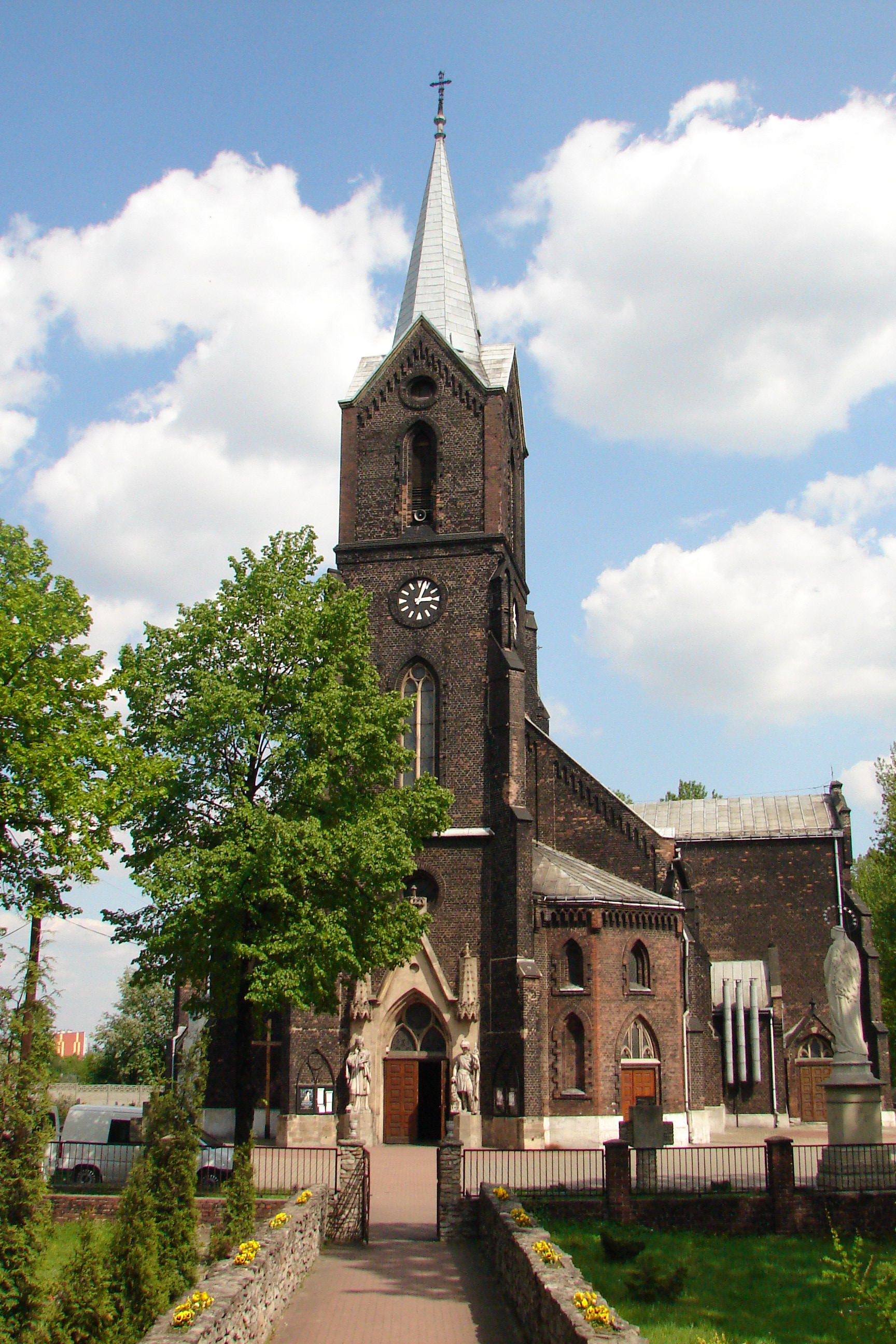
Fasada kościoła w 2006 roku, po prawej figura Maryi

Budowa kościoła rozpoczęła się w 1871 roku i 3 lipca tegoż roku odbyła się uroczystość złożenia i poświęcenia kamienia węgielnego. Budowa kościoła postępowała szybko i sprawnie aż do marca 1872 roku, kiedy to wyczerpały się fundusze. Tutaj swoją pomoc i zaangażowanie okazał po raz kolejny August Schmieder, który uparcie dążył do celu, mimo iż sam był wyznania ewangelickiego. W marcu 1872 roku zamówiono dla kościoła 4 dzwony brązowe, które zostały poświęcone przez ks. Delocha z upoważnienia biskupa wrocławskiego Heinricha Förstera, w niedzielę 30 czerwca 1872 roku. W niespełna miesiąc później, 24 lipca 1872 roku nastąpiło poświęcenie kościoła, którego patronem został św. Augustyn. Na stanowisko kuratusa powołano do Lipin ks. Józefa Michalskiego, który rozpoczął swoją działalność przy nowym kościele już 6 czerwca 1872 roku. Kurację lipińską włączono do dekanatu mysłowickiego.
Dokumenty znalezione w wieży kościoła przy okazji remontu w listopadzie 1900 roku wymieniają jako budowniczego kościoła generalnego dyrektora Schmiedera, nie mówią niestety nic na temat nazwiska projektanta ani architekta kościoła, który pozostaje nieznany. 
Koszty budowy i wyposażenia kościoła pokryte zostały w przeważającej części przez Hutniczą Spółkę Bracką oraz Dyrekcję Śląskiej Spółki Akcyjnej dla Górnictwa i Hut Cynkowych.
Kościół nie został jednak wybudowany w tych rozmiarach, jakie ma dziś, brak było bocznych naw, kaplicy różańcowej, grobowca, konfesjonału, obecnego głównego wejścia na chór i innych, co wykonane zostało dopiero w latach późniejszych. W swych pierwotnych wymiarach kościół mógł pomieścić około 1500 wiernych i miał 15,9 m szerokości i 18 m długości.
1 grudnia 1872 roku poświęcony został wielki krzyż, zakupiony ze składek parafin, który został umieszczony w tzw. babińcu kościoła.

## Architektura
Kościół wybudowany jest w stylu neogotyckim, na rzucie krzyża łacińskiego, jest trójnawowy, pseudohalowy. Transept jest dwuprzęsłowy i tworzy wyraźnie czytelne na zewnątrz ramiona, równie wysokie jak korpus nawowy. Do tej podstawowej bryły przylegają od wschodu prezbiterium, płytkie, prostokątne, zamknięte wielobocznie, flankowane od południa i północy zakrystiami i kaplicą. Po zachodniej stronie transeptu odpowiadają im kruchta i wieloboczna kaplica. Całą bryłę od zachodu zamyka kwadratowa wieża. Elewacje kościoła wykonane są z cegły, dzisiaj jednolicie ciemnoszarej. Jedyną zwracającą uwagę dekoracją kościoła jest kamienny portal główny w przyziemiu wieży. Jest to, kontrastująca kolorystycznie z resztą kościoła, okazała konstrukcja zwieńczona dwiema rzeźbami św. Floriana i św. Jana Nepomucena. Wnętrze kościoła zdobią witraże, z których kilka, w nawie bocznej, jest projektu Adama Bunscha. Elementem wyróżniającym kościół lipiński spośród innych neogotyckich kościołów Świętochłowic są sklepienia krzyżowo-żebrowe, żebrowe i kryształowe, którymi przykryto całe wnętrze, wszystkie przestrzenie kościoła. Współczesne wnętrze prezbiterium projektowali artyści plastycy Sławomir Oleszczuk i Wiktor Ostrzołek.
Obok kościoła mieści się cmentarz z grobami powstańców śląskich i grobem Augustyna Świdra oraz Augusta Czarnynoga, śląskich pisarzy.

## Galeria

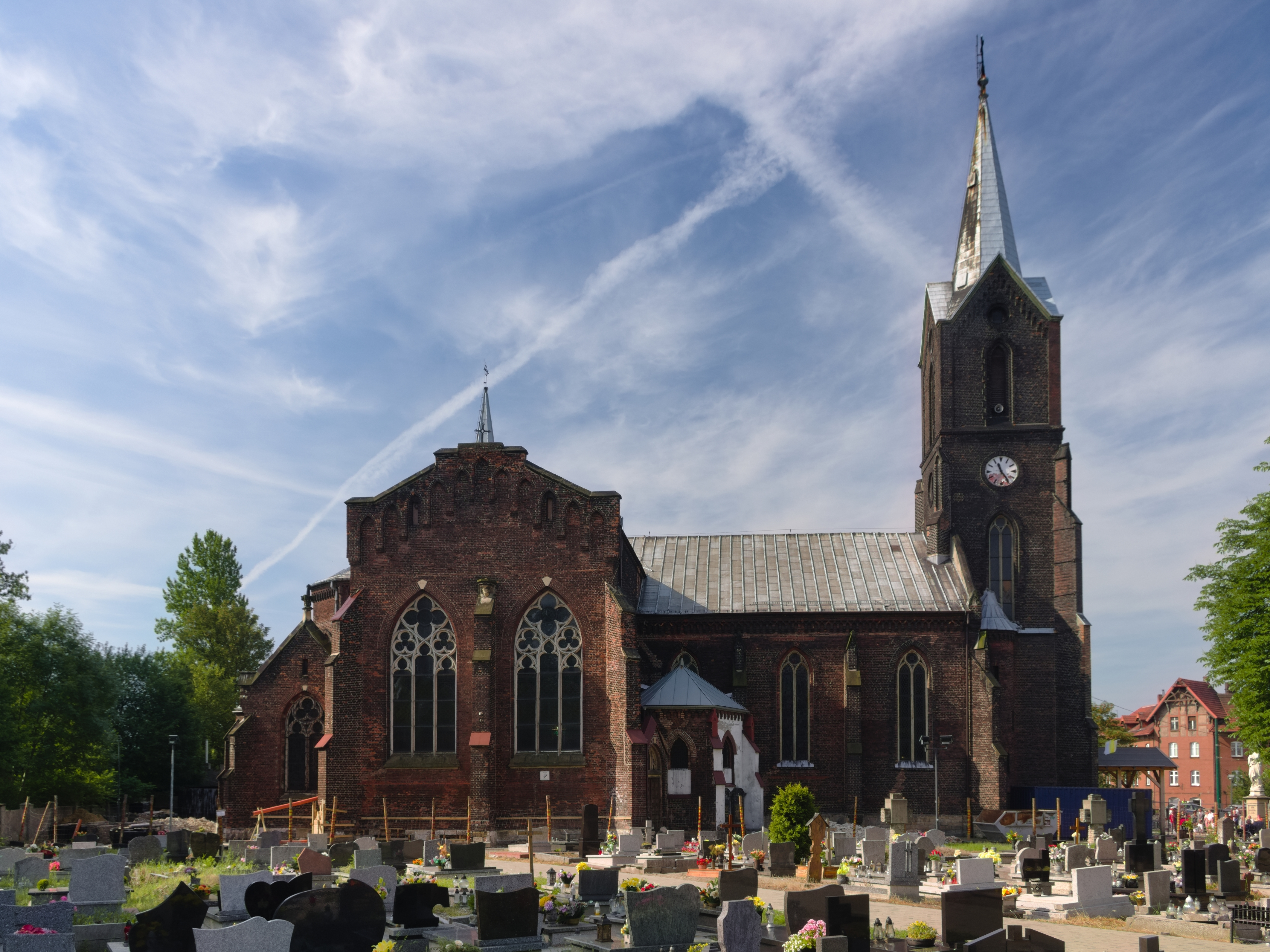
Widok od strony cmentarza (2022)
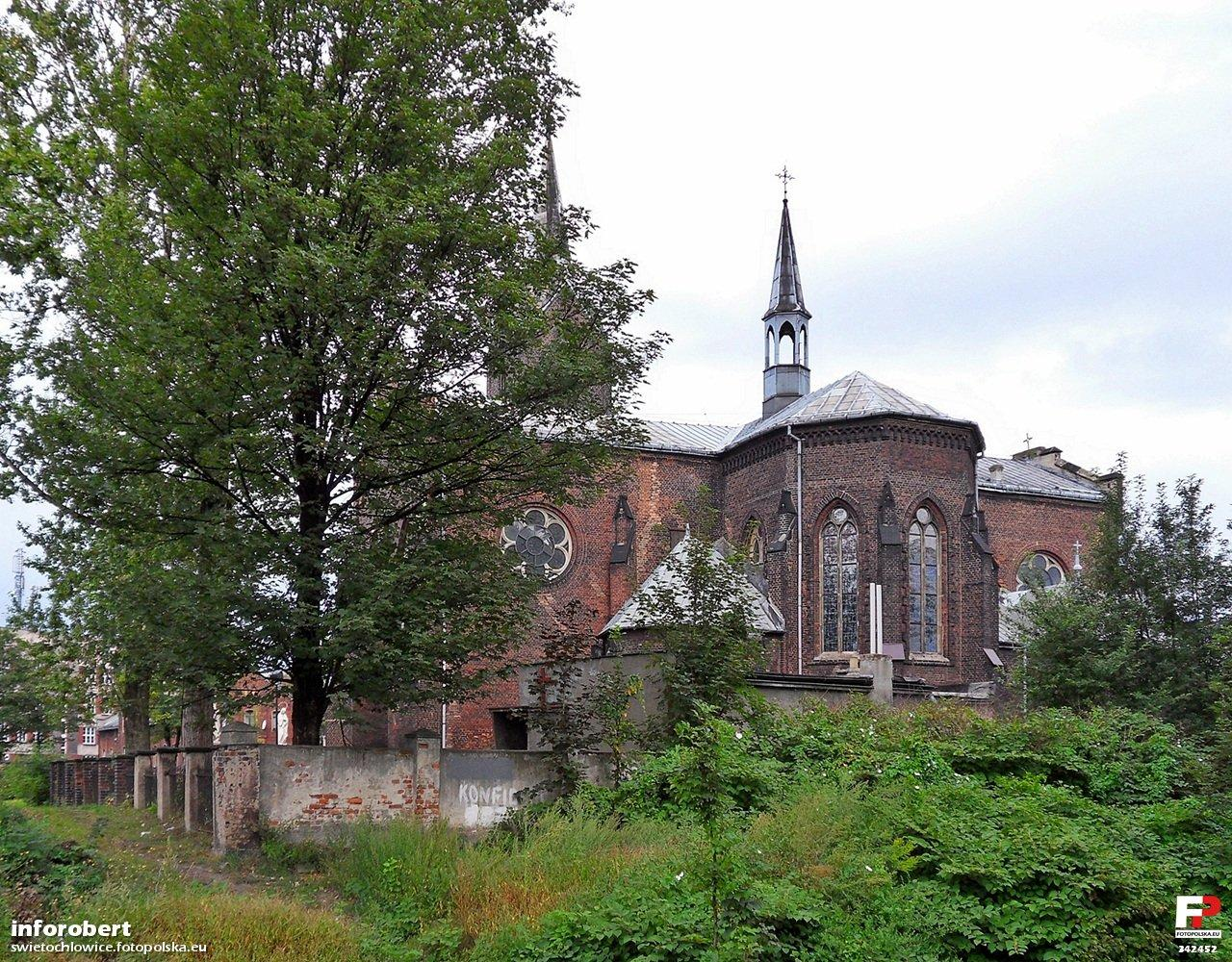
Widok na absydę (2012)
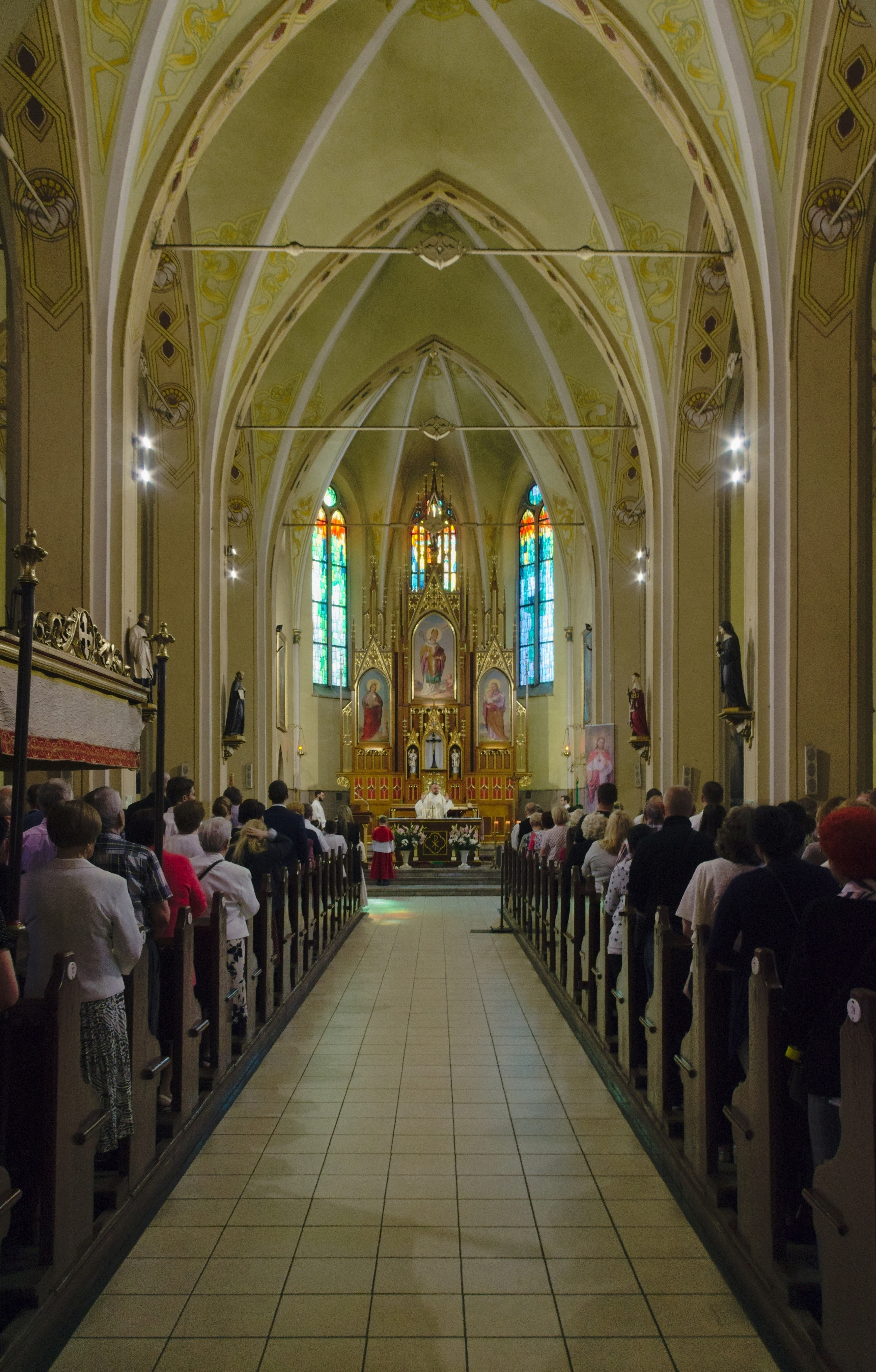
Wnętrze świątyni, nawa główna, widok w kierunku ołtarza (2022)
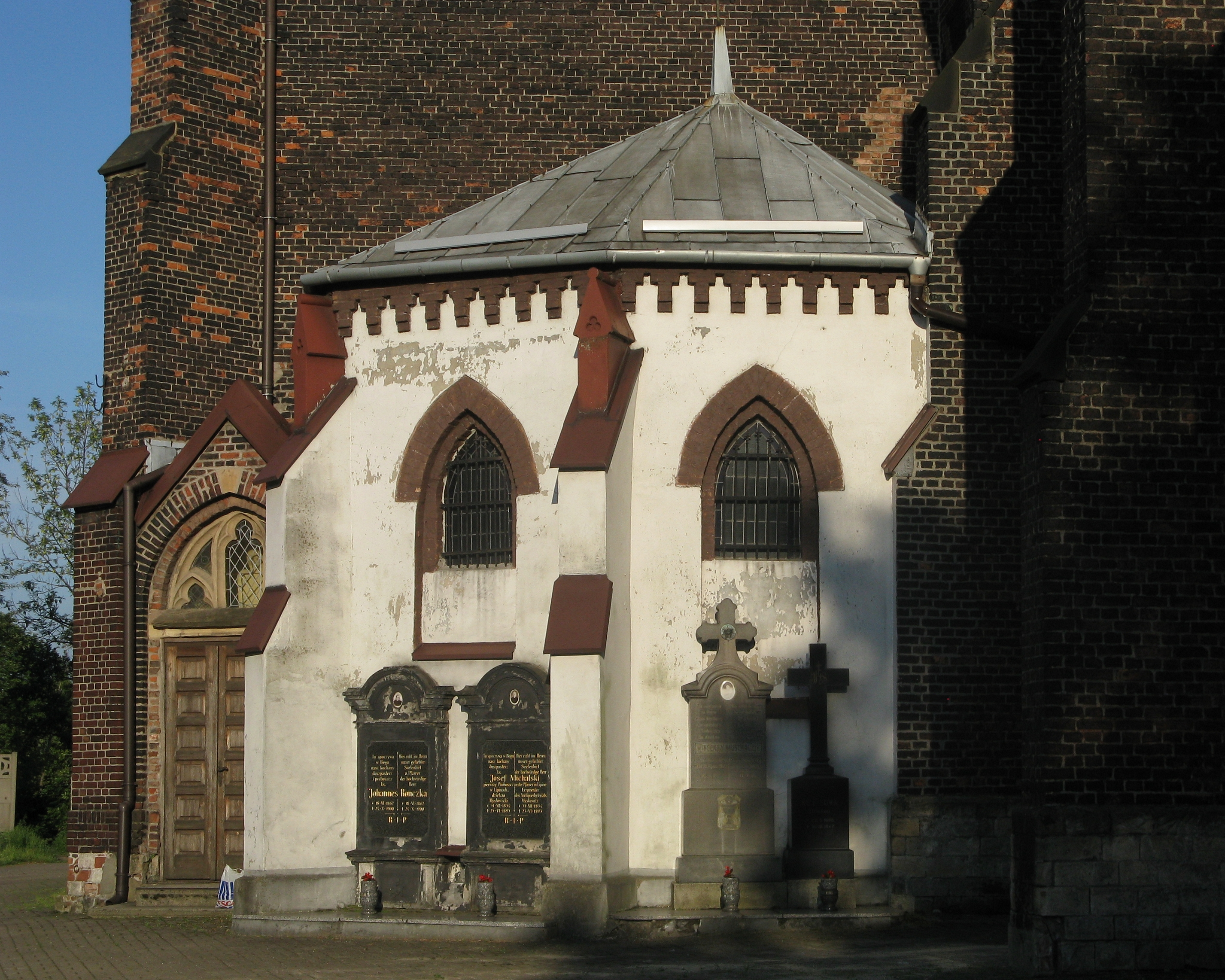
Kościelna kaplica boczna z zewnątrz, na ścianach tablice nagrobne (2018)
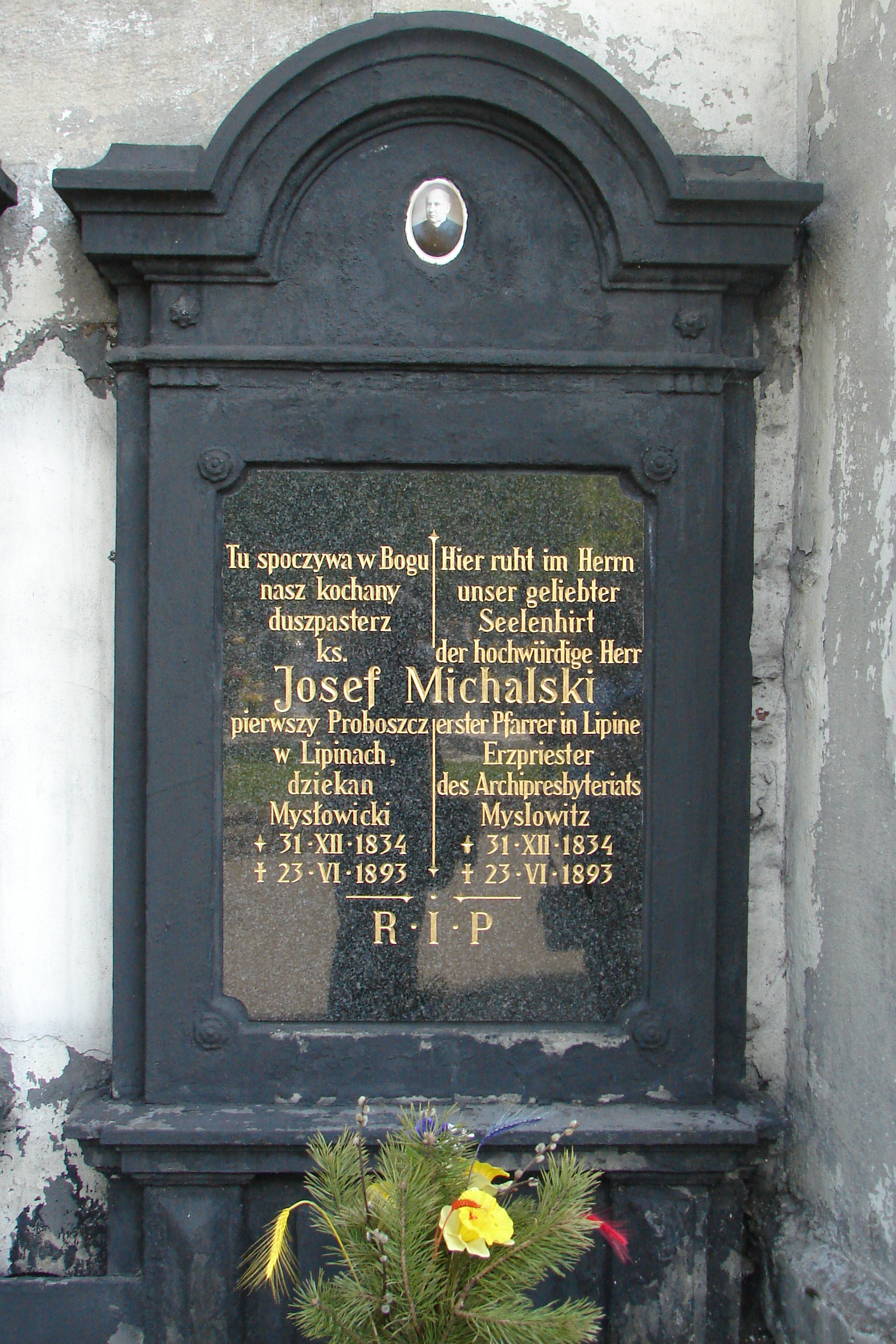
Tablica nagrobna ks. proboszcza Józefa Michalskiego na kaplicy bocznej